# Gusher-синдром
Gusher-синдром — обильная отоликворея, редкое, но опасное осложнение при манипуляциях на стремени.
Происходит от английского слова «gusher», что означает «мощный нефтяной фонтан».
Gusher-синдром может возникнуть в связи с повышением давления перилимфы во внутреннем ухе. Например, вследствие врожденной аномалии, когда отсутствует костная стенка между дном внутреннего слухового прохода и базальным завитком улитки (фистула между перилимфатическим пространством внутреннего уха и субарахноидальным пространством головного мозга), клиническая картина маскирует фиксацию стремени. Пациенты оперируются по поводу отосклероза, при одномоментной стапедэктомии может возникнуть gusher-синдром. Хирурги рекомендуют предварительно перфорировать основание стремени, чтобы, при обильном истечении жидкости из внутреннего уха, можно было вовремя остановить операцию и закрыть маленький дефект.